# Rivara (San Felice sul Panaro)
Rivara è una frazione del comune di San Felice sul Panaro, in provincia di Modena. È situata a circa 2,5 km dal capoluogo comunale.

## Storia
Originariamente chiamata Riparia o Riva di Fiumara per la vicinanza ad un ramo del fiume Panaro, la località è citata in un diploma di Lotario I dell'anno 827 con cui venivano donati alcuni terreni all'abbazia di Nonantola. Nel 961, a seguito dell'aumento della popolazione, la parrocchia di Rivara si distaccò da quella di San Felice.
Nel 1598 il priore di Rivara, don Antonio Monticelli, scomunicò i rivaresi che gli avevano negato le primizie; in seguito all'intercessione della Comunità di San Felice, il vescovo di Modena tolse la scomunica.
Nel 1703, durante la guerra di successione spagnola, le truppe tedesche saccheggiarono il territorio di Rivara così duramente, che gli abitanti dovettero nascondere i viveri sulle cime degli alberi più frondosi o sotto terra.
Dal 1803 al 1809, durante il Regno Italico, venne istituito il comune di Rivara. Nel censimemto del 1881 vennero registrati 2 944 abitanti. L'8 aprile 1884 venne inaugurata la stazione di Rivara sulla diramazione Cavezzo/Villafranca-Finale Emilia della ferrovia Modena-Mirandola, rimasta attiva fino al 6 settembre 1964.
Negli anni 2000 vi fu la proposta di realizzare nel sottosuolo della frazione un sito di stoccaggio sotterraneo di gas metano a uso energetico, che avrebbe avuto una capacità di 3.700 milioni di metri cubi di gas, di cui circa 3.200 milioni di metri cubi di working gas (il gas iniettato a pressione, e successivamente ri-estratto) e 500 milioni di metri cubi di "cushion gas" (gas cuscinetto, utilizzato per mantenere "isolato" il "working gas"); il progetto fu oggetto di forti contestazioni da parte della popolazione dei comuni interessati, in quanto considerato pericoloso (per la sismicità del sottosuolo e altre motivazioni relative ai gas prodotti in superficie), portando alla formazione di un comitato di cittadini "No-Gas" e alla contrarietà anche delle amministrazioni locali coinvolte (San Felice Sul Panaro, Camposanto, Mirandola, Crevalcore, Finale Emilia, oltre alla Provincia di Modena e alla Regione Emilia-Romagna), supportate anche da perizie tecniche.

## Monumenti e luoghi d'interesse

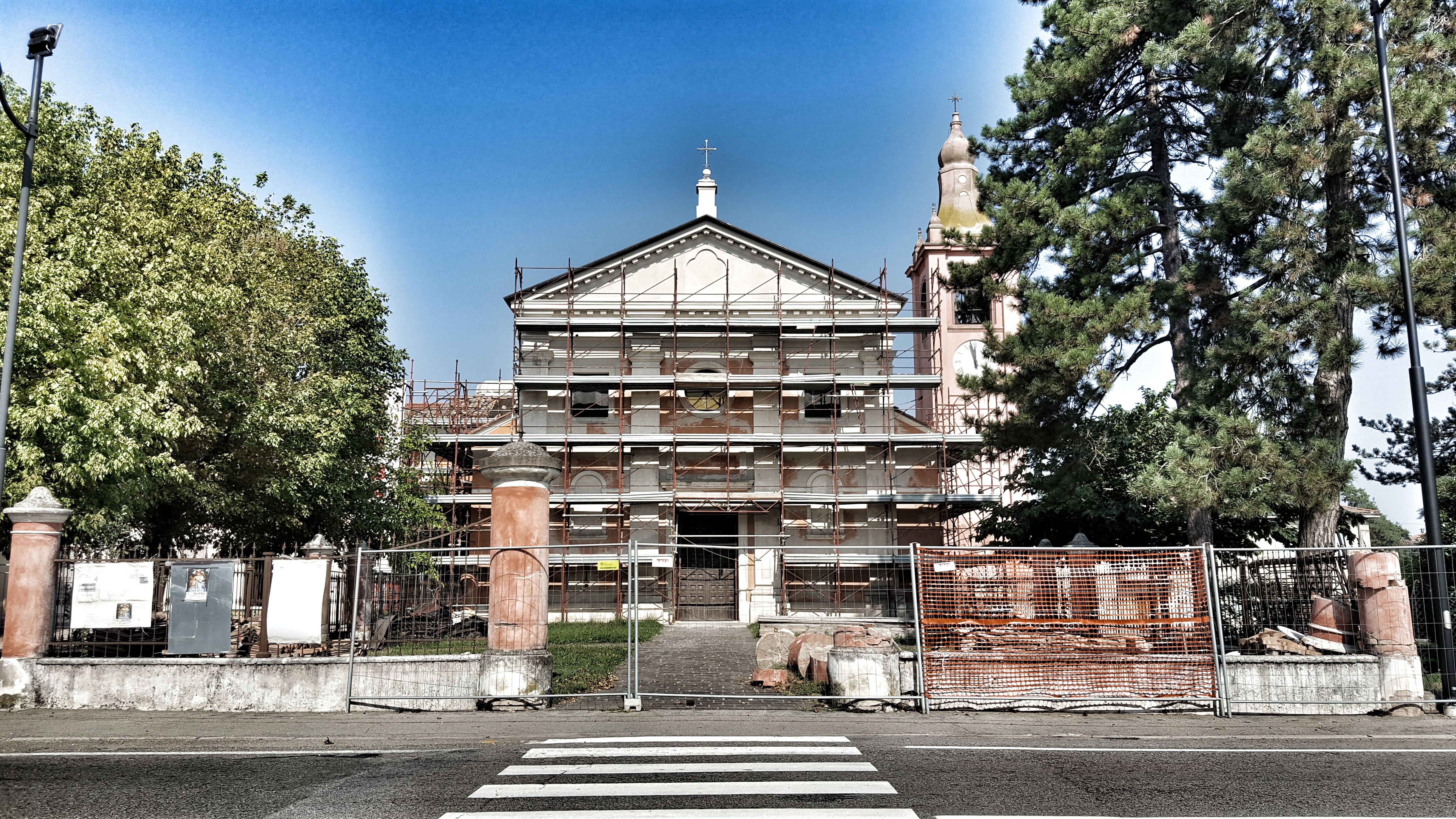
La chiesa di Rivara nel 2018

La chiesa della Natività di Maria Santissima, fondata nel X secolo, fu ricostruita nel 1608. Nel 1645 vennero realizzate le cappelle e gli altari di Maria Annunziata, di San Giuseppe e di San Francesco, ampliata la canonica e rifatta la sagrestia. Io campanile, alto 26 metri, venne inaugurato il 12 ottobre 1486.
La villa Pezzini, edificata tra il XIV e il XVIII secolo, presenta una torre ricca di affreschi e una grottesca del Cinquecento con il mito di Fetonte; al piano nobile, gli affreschi settecenteschi raffigurano personaggi classici. Un lungo viale di pioppi collega il giardino alla chiesa parrocchiale.